# Палдинь Єва Янівна
Єва Янівна Палдинь (латис. Ieva Paldiņa, Paldiņa-Rūse, 22 березня 1896, місто Сабіле Курляндської губернії, тепер Талсинського краю, Латвія — після 1990, місто Рига, Латвія) — латиська радянська діячка, міністр соціального забезпечення Латвійської РСР, 1-й секретар Вентспілського повітового комітету КП(б) Латвії. Депутат і член президії Верховної Латвійської РСР 1-го скликання. Депутат Верховної Ради СРСР 1—4-го скликань (1941—1958).

## Життєпис
Народилася в селянській родині. У 1915 році з родиною евакуювалася до Ліфляндської губернії. Восени 1915 року разом із сестрою вирушила працювати до Харкова. У 1917 році брала участь у Лютневій революції та Жовтневому перевороті.
Член РСДРП(б) з 1917 року.
Служила у Червоній гвардії санітаркою. У березні 1918 році евакуювалася до міста Саратова, де працювала у військовому госпіталі, захворіла на тиф. Після одужання повернулася до Харкова, працювала на заводі. Паралельно з цим вела активну партійну діяльність, неодноразово навчалася на політичних курсах, а також обіймала різні посади у районних комітетах КП(б)У.
З 1923 року навчалася в університеті у Москві.
1925 року повернулася до Латвії, де взяла участь у підпільній роботі Латвійської комуністичної партії. У вересні 1930 року заарештована, засуджена до п'яти років примусових робіт. У серпні 1933 року проводила голодування, яке тривало 13 днів. Після відбуття покарання ще кілька разів арештовувалася. У 1939 році звільнена з ув'язнення, повернулася в сільській місцевості під контролем латвійської поліції.
З червня 1940 року — 1-й секретар Талсинського районного комітету КП(б) Латвії.
У 1940—1941 роках — 1-й секретар Вентспілського повітового комітету КП(б) Латвії.
Учасниця німецько-радянської війни. У 1942 році була переправлена через лінію фронту, щоб розгорнути підпільну діяльність у Латвії, отримала важке поранення, лікувалася в госпіталях.
У 1944—1961 роках — народний комісар (з 1946 року — міністр) соціального забезпечення Латвійської РСР.
Потім — на пенсії в місті Ризі. Померла після 1990 року.

## Нагороди
- орден Леніна (7.03.1960)
- орден Жовтневої Революції (29.03.1976)
- два ордени Червоного Прапора (13.11.1942; 28.10.1967)
- орден Вітчизняної війни І ст. (11.03.1985)
- орден Трудового Червоного Прапора (20.07.1950)
- орден Дружби народів (21.03.1986)
- орден Червоної Зірки (31.05.1946)
- медалі